# Episodi di California (quarta stagione)
Questa voce contiene trame, dettagli e crediti dei registi e degli sceneggiatori della quarta stagione della serie televisiva California.
Negli Stati Uniti d'America, è stata trasmessa per la prima volta dalla CBS dal 30 settembre 1982 al 10 marzo 1983, posizionandosi al 20º posto nei rating Nielsen di fine anno con il 18,6% di penetrazione e con una media superiore ai 15 milioni di spettatori.
In Italia è stata trasmessa in prima visione nel 1984.
Il cast regolare di questa stagione è composto da: Kevin Dobson ('Mack' Patrick MacKenzie), Julie Harris (Lilimae Clements), James Houghton (Kenny Ward), Kim Lankford (Ginger Ward), Michele Lee (Karen Fairgate MacKenzie), Constance McCashin (Laura Avery), Donna Mills (Abby Cunningham), John Pleshette (Richard Avery), Ted Shackelford (Gary Ewing), Joan Van Ark (Valene Ewing).
| nº | Titolo originale           | Titolo italiano                | Prima TV USA      | Prima TV Italia |
| -- | -------------------------- | ------------------------------ | ----------------- | --------------- |
| 1  | A Brand New Day            | Nel bene e nel male            | 30 settembre 1982 |                 |
| 2  | Daniel                     | Daniel                         | 7 ottobre 1982    |                 |
| 3  | Encounters                 | Nuovi incontri                 | 14 ottobre 1982   |                 |
| 4  | Svengali                   | Un libro per Valene            | 21 ottobre 1982   |                 |
| 5  | Catharsis                  | La fine di un incubo           | 28 ottobre 1982   |                 |
| 6  | New Beginnings             | Incontro a Dallas              | 29 ottobre 1982   |                 |
| 7  | Investments                | Gli avvoltoi si levano in volo | 4 novembre 1982   |                 |
| 8  | Man in the Middle          | Un uomo conteso                | 18 novembre 1982  |                 |
| 9  | The Best Kept Secret       | La via del successo            | 2 dicembre 1982   |                 |
| 10 | Emergency                  | Diagnosi pericolosa            | 9 dicembre 1982   |                 |
| 11 | Abby's Choice              | La scelta di Abby              | 16 dicembre 1982  |                 |
| 12 | The Block Party            | Party di quartiere             | 30 dicembre 1982  |                 |
| 13 | Cutting the Ties That Bind | Senza scrupoli                 | 6 gennaio 1983    |                 |
| 14 | And Teddy Makes Three      | Proposta di matrimonio         | 13 gennaio 1983   |                 |
| 15 | To Have and to Hold        | Fulmine a ciel sereno          | 21 gennaio 1983   |                 |
| 16 | A New Family               | I manoscritti trafugati        | 27 gennaio 1983   |                 |
| 17 | The Morning After          | Intrighi                       | 3 febbraio 1983   |                 |
| 18 | Celebration                | Serata di gala                 | 10 febbraio 1983  |                 |
| 19 | Loss of Innocence          | Accusa d'omicidio              | 17 febbraio 1983  |                 |
| 20 | The Fatal Blow             | Il colpo fatale                | 24 febbraio 1983  |                 |
| 21 | The Burden of Proof        | Sacrificio d'amore             | 3 marzo 1983      |                 |
| 22 | Willing Victims            | L'altro uomo                   | 10 marzo 1983     |                 |